# Kenkäsaari (ö i Södra Savolax)
Kenkäsaari är en ö i Finland. Den ligger i sjön Saarilampi och i kommunen Sulkava i den ekonomiska regionen  Nyslotts ekonomiska region  och landskapet Södra Savolax, i den södra delen av landet, 250 km nordost om huvudstaden Helsingfors. Öns area är 1 hektar och dess största längd är 160 meter i nord-sydlig riktning.